# Martin (Geòrgia)
Martin és una població dels Estats Units a l'estat de Geòrgia. Segons el cens del 2000 tenia 311 habitants.

## Demografia
Segons el cens del 2000, Martin tenia 311 habitants, 127 habitatges, i 84 famílies. La densitat de població era de 80,1 habitants/km².
Dels 127 habitatges en un 30,7% hi vivien nens de menys de 18 anys, en un 54,3% hi vivien parelles casades, en un 10,2% dones solteres, i en un 33,1% no eren unitats familiars. En el 28,3% dels habitatges hi vivien persones soles el 13,4% de les quals corresponia a persones de 65 anys o més que vivien soles. El nombre mitjà de persones vivint en cada habitatge era de 2,45 i el nombre mitjà de persones que vivien en cada família era de 3,05.
Per edats la població es repartia de la següent manera: un 25,7% tenia menys de 18 anys, un 9,3% entre 18 i 24, un 26,4% entre 25 i 44, un 26% de 45 a 60 i un 12,5% 65 anys o més.
L'edat mediana era de 38 anys. Per cada 100 dones de 18 o més anys hi havia 86,3 homes.
La renda mediana per habitatge era de 29.000 $ i la renda mediana per família de 43.750 $. Els homes tenien una renda mediana de 31.333 $ mentre que les dones 19.191 $. La renda per capita de la població era de 15.009 $. Entorn del 3,4% de les famílies i el 10,6% de la població estaven per davall del llindar de pobresa.

## Poblacions més properes
El següent diagrama mostra les poblacions més properes.